# 윌리엄 애슈블레스
윌리엄 애쉬블레스(William Ashbless)는 환상소설 작가 제임스 블레이록과 팀 파워즈에 의해 창조된 가공의 시인이다.
애쉬블레스는 1970년대 초 캘리포니아 대학 풀러턴 분교에 다니던 학생인 파워즈와 블레이록에 의해 창조되었는데, 원래는 교지에 실리던 질 낮은 시들을 비웃는 것이 목적이었다고 한다. 그들은 말도 안 되는 내용의 자유시를 써서 애쉬블레스라는 필명으로 교지에 투고했고, 열광적인 호응을 얻었다.
하지만, 애쉬블레스는 파워즈의 작품 《아누비스의 문》(The Anubis Gates)과 블레이록의 작품 《지저 리바이어던》(The Digging Leviathan)에 등장하는 19세기 시인으로 가장 유명하다. 처음에 두 작가는 서로의 책에 애쉬블레스라는 인물이 들어가 있다는 것을 모르고 있었는데, 두 사람의 책을 담당한 편집자가 그 우연의 일치를 발견하고서, 두 사람이 상의하여 각자 작품에서의 서술이 일관성을 갖추게 하도록 조언했다.
1985년, 파워즈와 블레이록은 《밤의 열두 시간 200주년 기념판을 내놓으며: 1785-1985》(Offering the Bicentennial Edition of the Complete Twelve Hours of the Night: 1785-1985)라는, 실재한 적 없는 애쉬블레스 시선집에 대한 안내서를 Cheap Street Press를 통해 내놓았다(〈밤의 열두 시간〉은 《아누비스의 문》에서 애쉬블레스의 대표작으로 나온다) 안내서에는 시의 일부와 애쉬블레스의 복사된 서명이 실려 있다("윌리엄"은 파워즈가, "애쉬블레스"는 블레이록이 서명했다). 여기 뒤이어 2001년에는 파워즈가 서문을 쓰고, 블레이록이 미문을 썼으며 게이헌 윌슨이 일러스트를 그린 《해적질에 관하여》(On Pirates)가, 2002년에는 애쉬블레스가 쓴 것으로 추정되는 책인 《윌리엄 애쉬블레스 기념 요리책》(The William Ashbless Memorial Cookbook)이 출판되었다.